# Епоним
Епоним (от старогръцки ἐπώνῠμος – даващ име) е личност (реална, митологична или измислена), която дава името си на определено понятие. Произходът на термина е свързан с древна Атина, където първият от деветте архонти е давал името на годината, през която властва. По-късно в Древен Рим епоними са консулите, които управляват през съответната година.
В повечето случаи употребата на производните от епонимите понятия е неутрална. Съществуват обаче някои нюанси – например носителите на името „християни“ се гордеят с това, докато мюсюлманите възприемат по-скоро негативно употребата на думата „мохамедани“. Възможно е и двояко разбиране. Например хората, възприемащи себе си като сталинисти, виждат това название в положителна светлина, но за противниците на сталинизма то звучи като обида.
Също така е важно да се знае, че търговските марки, носещи името на създателя или производителя си, не са епоними. Форд не е епоним на автомобилите от тази марка.

## Епоними и търговски марки
Често в епоним се превръща собствено име на обект или явление, използвано като общо име за цял клас подобни обекти. Например: лагуна, гето, сома, меандър (на река). Този процес често се случва и с търговски марки. Експертите идентифицират три причини за прехода на марката към нарицателно име:
- Ако преди появата на тази марка на пазара такива стоки просто не са съществували
- Ако след появата на продукта дълго време не е имало сравним конкурент
- Ако в езика няма обичайна дума за такъв предмет.

Марки, превърнали се в епоними, се срещат доста често: памперс за всички пелени за еднократна употреба, ксерокс за всички фотокопирни машини, джип за всички автомобили с повишена проходимост и т.н. Преходът на търговска марка към нарицателно име може да е в полза на компанията поради идентифицирането в съзнанието на потребителя на търговската марка с категорията като цяло. Но без навременна правна защита, преминаването на търговска марка към обща употреба като име на продуктова категория отваря възможността за нейното използване от всеки производител. Ето защо компаниите, чиито търговски марки са в такава опасност, полагат правни и PR усилия, за да предотвратят превръщането им в нарицателни.

## Примери за епоними
- Дънов – дъновист
- Европа – европейци
- Египт – Египет
- Картезий – картезиански
- Конфуций – конфуцианство
- Костов – костовист
- Ленин – ленинизъм
- Лутер – лутеранство
- Мазох – мазохизъм
- Макиавели – макиавелизъм
- Мао Дзъдун – маоизъм
- Маркс – марксизъм
- Мохамед – мохамедани
- Никола Петков – николапетковист
- Уилям Пен – Пенсилвания
- Сад – садизъм
- Сим – семити
- Фойник – финикийци
- Франциск Асизки – францисканци
- Фройд – фройдизъм
- Хегел – хегелианство
- Хитлер – хитлерист